# 雪松龍屬
雪松龍屬是一屬鼻子隆起的腕龍科恐龍，生活於早白垩世赫唐阶的美國猶他州，由Tidwell、Carpenter及Brooks於1999年首次叙述，學名取自化石发现地雪松山組。
牠與英格蘭南部威塞克斯組的優腔龍及莫里遜組的腕龍有一些相似的地方。

## 叙述

體型比例圖

雪松龙具有比近亲毒瘾龙更为纤细的尺骨和桡骨。桡骨最小周长与其长度的比例为0.31。雪松龙的第二掌骨更为纤细。
当椎骨对齐时，其中段尾椎的神经棘向前倾斜。这些椎骨类似于冈瓦纳巨龙、毒瘾龙和风神龙。
其近亲毒瘾龙具有不寻常的侧窝，在椎体中心的外壁上看起来像很深的凹陷。一些窝被凹陷内的嵴分成两个腔。在大多数蜥脚类中，这些窝会形成通向椎体内部的气腔，而不仅仅是一个凹陷。不太发达但类似的窝所知于雪松龙本身。

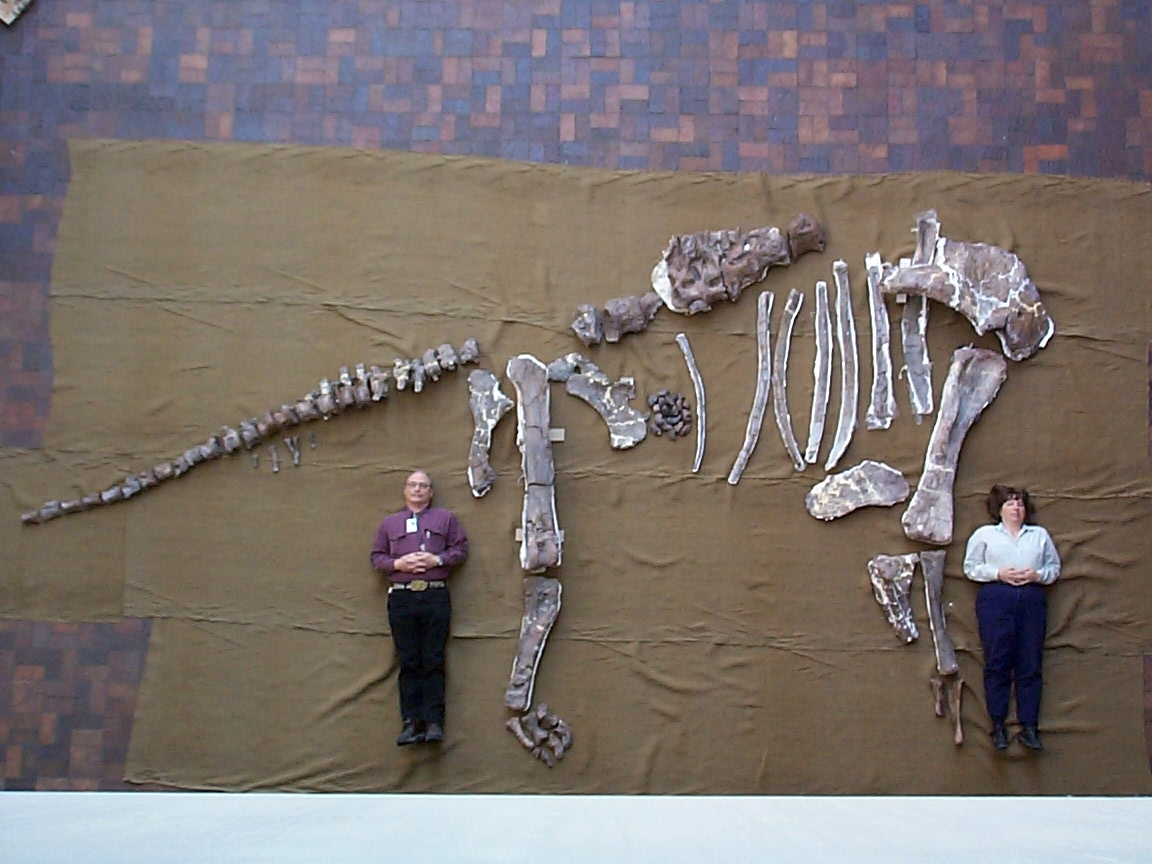
雪松龍的兩位敘述者（Bill Brooks與Virginia Tidwell）和標本的合影

## 古生物学
2001年，弗兰克·桑德斯（Frank Sanders）、金·曼利（Kim Manley）和肯尼思·卡彭特（Kenneth Carpenter）发表了一份关于115块与雪松龙标本相关的胃石的研究报告。根据其紧密的空间分布、部分基质支持和边缘方向指示其在尸体仍有软组织的情况下沉积而确定这些结石为胃石。其表面的反射率值与其它已知恐龙胃石一致。几乎所有的雪松龙胃石都是在骨骼肠道区域0.06米的空间内发现的。
胃石本身的总质量为7（15英磅）。大多数体积小于10毫公升（0.35英制液態盎司；0.34美制液態盎司）。最小的碎屑重.1克（0.0035盎司），最大的碎屑重715克（25.2盎司），大多数碎屑的质量接近该范围的较小一端。尽管最大标本的形状最不规则，但这些石头的形状接近球形。最大的胃石对整个胃石组的表面积贡献最大。一些胃石非常大，形状不规则，可能难以吞咽。胃石主要由燧石组成，此外还有一些砂岩、粉砂岩和石英岩碎屑。一些燧石碎屑中实际上含有化石。
由于一些最不规则的胃石也是体积最大的一类，所以它们不太可能是意外摄入的。雪松龙可能发现不规则碎屑是有吸引力的潜在胃石或者对形状没有选择能力。碎屑通常颜色暗淡，这表明颜色不是蜥脚类动物做出决定的主要因素。碎屑的表面积与体积比表明胃石可能通过研磨或压碎来分解摄入的植物材料。砂岩碎屑往往很脆弱，有些在收集过程中破碎。砂岩胃石在沉积后可能由于外部化学环境造成的水泥损失而变得脆弱。如果碎屑在动物生前就这样脆弱，那么它们很可能在消化道中滚动或翻滚。如果碎屑更为坚硬，它们就可以作为球磨系统的一部分。

## 外部连结
- 古生物资料库 （页面存档备份，存于）上的雪松龙